# Rumpler 6B
Rumpler 6B là một mẫu thủy phi cơ tiêm kích của Đức trong thập niên 1910.

## Quốc gia sử dụng
Bulgaria
- Hải quân Bulgary

 Phần Lan
- Không quân Phần Lan

 German Empire
- Hải quân Đế quốc Đức

 Netherlands
- Hải quân Hoàng gia Hà Lan

## Tính năng kỹ chiến thuật (6B-1)
Dữ liệu lấy từ Fighters, Attack and Training Aircraft, 1914 - 1919
Đặc điểm tổng quát
- Kíp lái: 1
- Chiều dài: 9,40 m (30 ft 10 in)
- Sải cánh: 12,05 m (39 ft 6 in)
- Chiều cao: 11ft (6in)
- Diện tích cánh: 36 m² (387,5 ft²)
- Trọng lượng cất cánh tối đa: 1.140 kg (2.513 lb)
- Động cơ: 1 × Mercedes D.III, 120 kW (160 hp)

 Hiệu suất bay 
- Vận tốc cực đại: 153 km/h (83 kn, 95 mph)
- Tầm bay: 4 h ()
- Trần bay: 5.000 m[1] (16.400 ft)

Trang bị vũ khí

- 1 × súng máy LMG 08/15 7,92 mm (.312 in)